# The Miz
Michael Gregory Mizanin (* 8. Oktober 1980 in Parma, Ohio) ist ein US-amerikanischer Wrestler und Reality-TV-Schauspieler. Aktuell tritt er unter dem Ringnamen The Miz in der WWE auf.
Sein bisher größter sportlicher Erfolg ist der zweifache Erhalt der WWE Championship sowie der achtfache Erhalt der WWE Intercontinental Championship. Mizanin ist mit der ehemaligen WWE Divas Champion Maryse verheiratet. 2018 startete ihre gemeinsame Doku-Soap Miz & Mrs. Seit 2013 spielt Mizanin die Hauptrolle im Actionfilm-Franchise The Marine.

## Wrestling-Karriere

### Anfänge
Mizanin hatte 2003 sein Wrestling-Debüt, als er bei Ultimate Pro Wrestling antrat.

### World Wrestling Entertainment (seit 2004)

#### Tough Enough und Entwicklungsligen (2004–2006)
Im Oktober 2004 nahm er an der 4. Staffel der WWE-Casting-Show Tough Enough teil. Mizanin zog ins Finale ein, unterlag dort aber schließlich Daniel Puder. Auf Grund seiner (seitens der WWE als gut eingeschätzten) Fähigkeiten bot Vince McMahon ihm einen Entwicklungsvertrag der WWE an, den Mizanin annahm. Mizanin trat zunächst als Mike Mizanin, später unter seinem heutigen Ringnamen The Miz in der Entwicklungs-Promotion Deep South Wrestling an, wo er im Dezember 2005 mit dem DSW-Heavyweight-Championship seinen ersten Titel gewann.
Ab Januar 2006 trat Mizanin bei Ohio Valley Wrestling, einer anderen Entwicklungs-Promotion der WWE, an. Dort bekam er sein eigenes Interview-Segment namens Miz TV und gewann im Team mit Chris Cage den OVW-Tag-Team-Titel.

#### Tag Team mit John Morrison und ShoMiz (2006–2010)
Im April 2006 gab Mizanin sein Debüt in der WWE-Hauptshow SmackDown!, wo er zunächst nur in bedeutungslosen Matches auftrat. Bei dem Besetzungswechsel am 17. Juni 2007 wurde er dann zu ECW geschickt. Am 16. November 2007 erhielt er im Team mit John Morrison die WWE Tag Team Championship von Matt Hardy und MVP. Bei der Großveranstaltung Great American Bash am 20. Juli 2008 mussten sie die Titel in einem Fatal-Four-Way-Tag-Team-Match an Zack Ryder und Curt Hawkins abgeben, dabei waren auch Jesse & Festus sowie Finlay & Hornswoggle beteiligt. Am 13. Dezember 2008 bei einer Houseshow durfte Mike Mizanin zusammen mit John Morrison die World Tag Team Championship von CM Punk und Kofi Kingston erhalten.
Bei WrestleMania 25 am 5. April 2009 mussten sie die Titel in einem Vereinigungsmatch an Carlito und Primo abgeben.

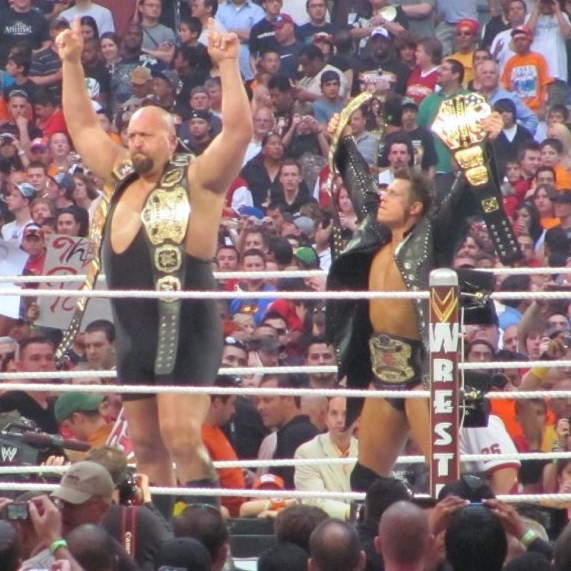
Unified WWE Tag Team Champions Big Show und The Miz bei Wrestlemania XXVI

Auf der offiziellen WWE-Webseite hatten Mike Mizanin und John Morrison eine Art Comedy Talkshow, The Dirt Sheet, für die die beiden einen Slammy Award bekamen.
Am 13. April 2009 wurde Mizanin infolge der WWE Draft zur Montagssendung Raw versetzt, woraufhin das Team mit Morrison brach.
Am 5. Oktober 2009 gewann er dort die WWE United States Championship von Kofi Kingston. Bei der Großveranstaltung WWE Bragging Rights am 25. Oktober 2009 konnte Mike Mizanin seinen ehemaligen Tag Team-Partner John Morrison in einem Match besiegen.
Am 8. Februar 2010 durften er und Big Show in einem Triple Threat-Tag-Team-Match gegen die bisherigen Titelträger D-Generation X (Triple H & Shawn Michaels) sowie gegen CM Punk & Luke Gallows die Unified WWE Tag Team Championship gewinnen.
In der ersten NXT-Staffel stand er seit dem 23. Februar 2010 Daniel Bryan als Mentor zur Seite und betreute diesen bis zu dessen Ausscheiden.
Am 26. April 2010 mussten Mizanin und Big Show ihre Titel an The Hart Dynasty (David Hart Smith & Tyson Kidd) im Zuge einer neuen Storyline abgeben, was zur gleichzeitigen Auflösung des Tag-Teams führte.
In der RAW-Ausgabe vom 17. Mai 2010 musste Mike Mizanin in Kanada dann auch seine United States Championship an Bret Hart abtreten. Am 15. Juni 2010 durfte er sich diesen Titel in einem Fatal-Four-Way-Match um den gegen den bis dato amtierenden Champion R-Truth, Zack Ryder und John Morrison zum zweiten Mal sichern, ehe er den Titel bei Night of Champions an Daniel Bryan abgeben musste. In der zweiten NXT-Staffel betreute er den später drittplatzierten Alex Riley, welcher ihn später zu seinen Matches begleitete.

#### Mr. Money in the Bank und WWE Champion (2010–2011)

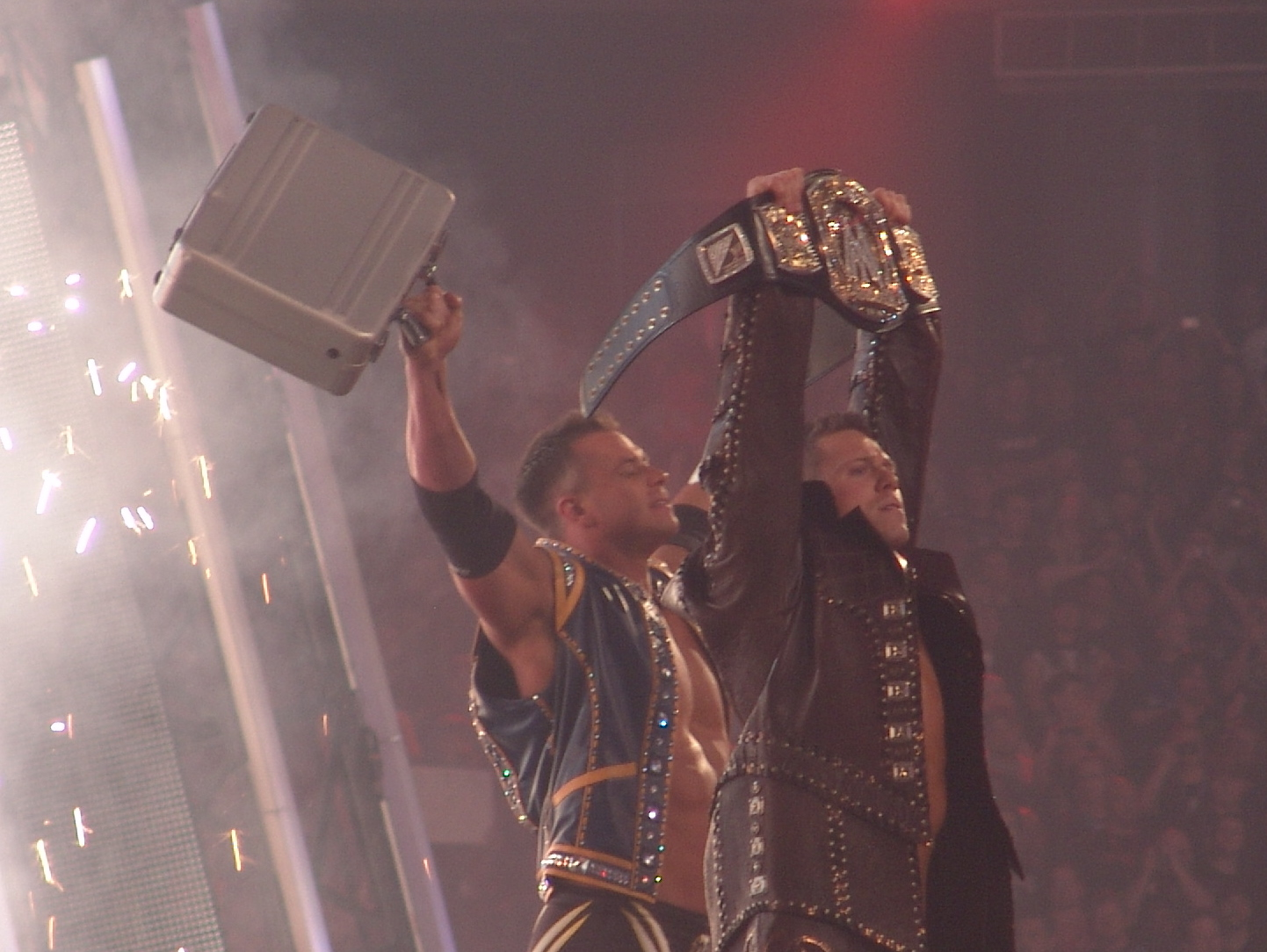
Alex Riley und WWE Champion The Miz bei WrestleMania XXVII

Am 19. Juli 2010 durfte Mizanin das Money in the Bank Ladder Match gegen Randy Orton, Edge, Chris Jericho, Evan Bourne, Mark Henry, Ted DiBiase und John Morrison gewinnen, welches bei der RAW-Ausgabe vom 22. November 2010 zum Gewinn der WWE Championship über Randy Orton führte.
Am 21. Februar 2011 gewann er zusammen mit John Cena die WWE Tag Team Championtitel von Heath Slater und Justin Gabriel. Sie verloren den Titel aber wenige Augenblicke später in einem Re-Match. Im WrestleMania XXVII Main Event verteidigte The Miz seinen WWE Titel erfolgreich gegen John Cena. Nachdem das Match nach einem Double Count Out geendet hatte, griff The Rock ein. Das Match wurde neu gestartet und The Miz pinnte John Cena nach einem Angriff von The Rock. Den WWE Titel gab Mizanin beim PPV Extreme Rules 2011 am 1. Mai 2011 an John Cena in einem Steel Cage-Match ab, in dem auch John Morrison beteiligt war.
In der RAW-Ausgabe vom 23. Mai 2011 trennte sich Mizanin von seinem Protegé Alex Riley, gegen den er danach fehdete. Vom 22. August bis 21. November 2011 bildete er eine Allianz mit R-Truth als The Awesome Truth. Am 21. November 2011 griff The Miz R-Truth an und wandte sich somit gegen seinen Partner. Von Dezember 2011 bis Februar 2012 fehdete er erfolglos gegen WWE Champion CM Punk.

#### Achtfacher Intercontinental Champion (2012–2018)
In der 1000. Ausgabe von RAW am 23. Juli 2012 gewann Mizanin zum ersten Mal die WWE Intercontinental Championship von Christian. Den Titel hielt er bis zum 16. Oktober 2012, als er ihn bei der Aufzeichnung zu WWE Main Event an Kofi Kingston verlor. Er gewann den Titel erneut im Zuge der Pre-Show zu Wrestlemania XXIX am 7. April 2013 von Wade Barrett, jedoch ging das Rematch und damit der Titel einen Tag später bei RAW wieder an den Engländer. Am 30. Juni 2014 kehrte er zur WWE zurück und konnte in einer Battle Royal bei Battleground 2014 die WWE Intercontinental Championship zum dritten Mal gewinnen. Einen Monat später verlor er den Titel an Dolph Ziggler beim SummerSlam, konnte den Titel seinerseits wieder beim PPV Night of Champions zurückgewinnen und sich viermaliger Champion nennen. Allerdings verlor er den Titel am darauffolgenden Abend bei einem Rematch wieder an Dolph Ziggler. Am 23. November 2014 konnte Mizanin zusammen mit seinem damaligen Stunt Double, Damien Sandow aka Damien Mizdow, bei der Survivor Series den Tag Team Titel von Goldust und Stardust gewinnen.

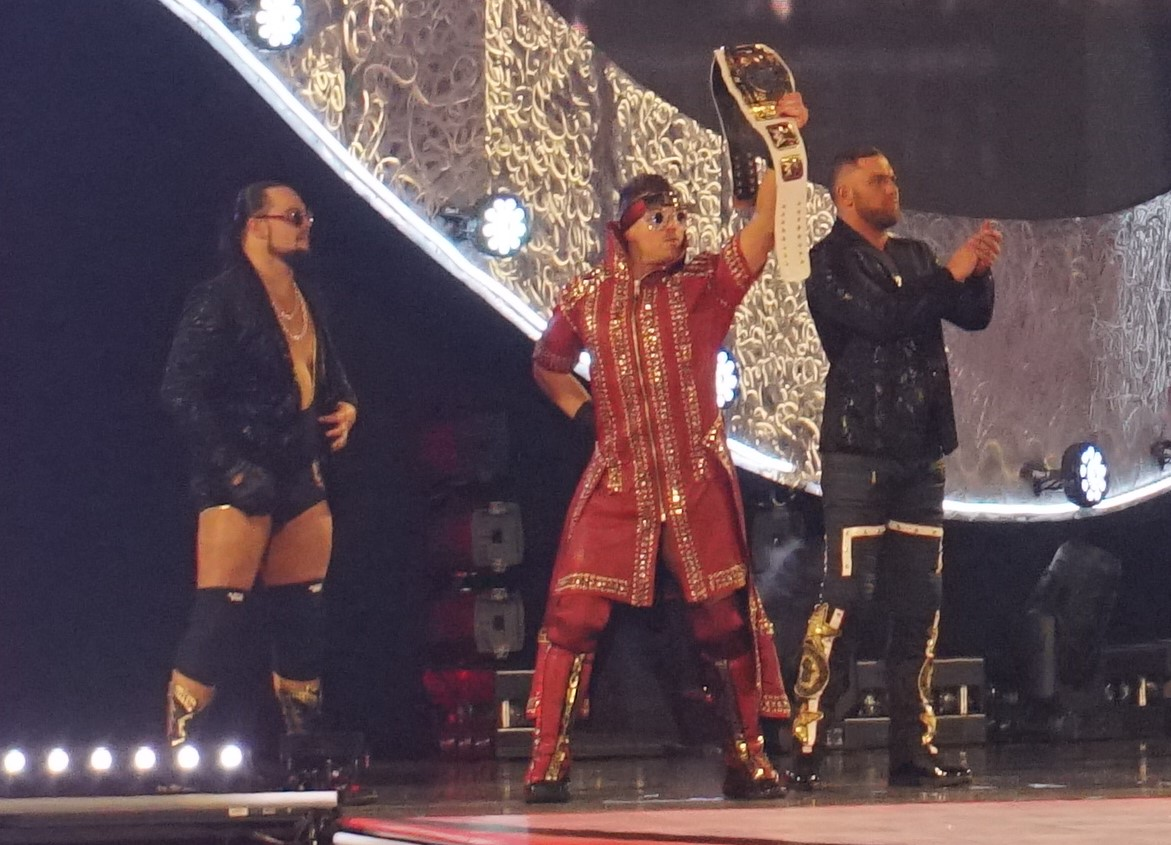
Intercontinental Champion The Miz bei WrestleMania 34

Am 29. Dezember 2014 verloren sie die Titel gegen Jimmy und Jey Uso.
Am 4. April 2016 wurde The Miz erneut Intercontinental Champion, indem er Zack Ryder bei RAW besiegen konnte. Bei No Mercy 2016 musste er seinen Titel an Dolph Ziggler abtreten. Bei der SmackDown-Ausgabe vom 15. November 2016, konnte er sich den WWE Intercontinental Championship wieder zurückholen. Am 3. Januar 2017 bei SmackDown verlor er den Titel an Dean Ambrose.
Danach fehdete er mit seiner Frau Maryse Mizanin gegen John Cena und Nikki Bella. Diese Fehde endete in einem Mixed Tag Team-Match bei WrestleMania 33, das John Cena Und Nikki Bella gewannen.
Beim Superstar Shakeup am 10. April 2017 wechselte zu Raw. Am 4. Juni 2017 bei Extreme Rules gewann er zum siebten Mal die WWE Intercontinental Championship, nachdem er sich den Titel von Dean Ambrose zurückholen konnte. Am 20. November 2017 besiegte Roman Reigns The Miz bei Raw und wurde neuer Intercontinental Champion. Am 22. Januar 2018 gewann The Miz den Titel bei Raw zurück, ehe er den Titel bei WrestleMania 34 in einem Triple Threat-Match, an dem auch Finn Bálor beteiligt war, an Seth Rollins verlor.

#### Fehden gegen Daniel Bryan und Shane McMahon (2018–2020)
Beim Superstar Shakeup am 16. April 2018 wechselte zu SmackDown Live. Im Sommer 2018 nahm The Miz eine Fehde gegen Daniel Bryan auf. Beim SummerSlam im August 2018 besiegte The Miz Daniel Bryan. In einem Match beim Super-ShowDown im australischen Melbourne, besiegte Daniel Bryan schließlich The Miz und bekam ein WWE Titelmatch zugesagt.
Ende 2018 kam es dazu, dass The Miz Shane McMahon dazu drang mit ihm ein Tag Team zu bilden. Beim Royal Rumble 2019 konnten Miz und McMahon die SmackDown Tag Team Titel von Cesaro und Sheamus gewinnen. 21 Tage später beim PPV Elimination Chamber verloren sie die Titel an die Usos. Nach einem verlorenen Rematch beim PPV Fastlane, griff Shane McMahon Miz an. Darauf folgte eine Fehde, die zu einem Match bei WrestleMania 35 führte, das Shane McMahon glücklich gewann.
Im Rahmen des Superstar Shake-Ups 2019 wechselte Miz am 15. April 2019 von SmackDown zu Raw. Er führte seine Fehde gegen Shane fort, indem er ihn nach seinem Wechsel attackierte. Deswegen kam es zu einem Steel Cage Match bei Money in the Bank, welches McMahon gewann. Im Rahmen des WWE Drafts wechselte Miz am 14. Oktober 2019 von Raw zu SmackDown.

#### Allianz mit John Morrison und erneut Mr. Money in the Bank (seit 2020)
Am 3. Januar 2020 tat er sich mit seinem früheren Tag Teampartner John Morrison zusammen. Am 27. Februar 2020 gewann er zusammen mit John Morrison zum zweiten Mal die SmackDown Tag Team Championship. Hierfür besiegten sie The New Day Kofi Kingston und Big E. Die Regentschaft hielt 50 Tage und verloren die Titel am 17. April 2020 zurück an The New Day. Am 9. Oktober 2020 wechselte er durch den Draft zu Raw. Am 25. Oktober 2020 gewann er bei Hell in a Cell den Money in the Bank Contract von Otis. Am 20. Dezember 2020 cashte er Contract bei TLC: Tables, Ladders & Chairs ein. Er nahm am Match um die WWE Championship gegen Drew McIntyre und AJ Styles teil, das Match konnte er jedoch nicht gewinnen. Am 28. Dezember 2020 erhielt er im Rahmen von Monday Night Raw seinen Money in the Bank Contract von Adam Pearce zurück. Da dieser von Morrison eingecasht worden ist, wurde der fehlgeschlagene Cash nicht anerkannt. Am 21. Februar 2021 gewann er die WWE Championship, nachdem er seinen Money in the Bank Contract erfolgreich gegen Drew McIntyre einlöste und somit auch zweifacher Grand-slam-Champion wurde. Die Regentschaft hielt 8 Tage und er verlor den Titel schlussendlich am 1. März 2021 an Bobby Lashley. Am 16. Mai 2021 bestritt er ein Lumberjack Match gegen Damian Priest, dieses verlor er jedoch. Bei diesem Match zog er sich zudem eine Verletzung am Kreuzband zu. Am 16. August kehrte er in den Ring zurück.

## Außerhalb des Wrestlings
Seine ersten TV-Auftritte hatte Mike Mizanin 2001 als einer von sieben Teilnehmern der US-Show „The Real World: Back to New York“, der er vier Staffeln lang angehörte. Im Anschluss hatte er Auftritte bei den TV-Shows „The Gauntlet“, „The Inferno“, „Battle of the Network Reality Stars“.
2006 Gastauftritt bei der Serie Psych Staffel 6 Episode 12.
Im Jahr 2013 übernahm er die Hauptrolle in dem Actionfilm The Marine 3: Homefront. Im selben Jahr wurde ihm auch noch die Hauptrolle in der Action Komödie Christmas Bounty zugestanden.
2014 schlüpfte er erneut in die Rolle des ehemaligen Marine-Sergeant Jake Carter, in The Marine 4: Moving Target. 2017 spielt er die Hauptrolle in The Marine 5: Battleground zusammen mit den WWE Superstars Bo Dallas, Heath Slater, Curtis Axel, Naomi und Maryse Ouellet Mizanin. 2018 folgte The Marine 6: Close Quarters.
Im Film Mein WWE Main Event (2020) hatte The Miz eine kleinere Rolle als Turnierleiter.

## Privatleben
Mizanin heiratete am 20. Februar 2014 seine langjährige Freundin, die ehemalige Divas Champion Maryse, auf den Bahamas. Ihre erste Tochter, Monroe Sky Mizanin, wurde am 27. März 2018 geboren. Kurz danach zog die Familie nach Austin, Texas. Am 17. Februar 2019 bei Elimination Chamber gab das Paar bekannt, dass sie ihr zweites Kind erwarten würden. Im August 2019 zog die Familie dauerhaft nach Thousand Oaks, Kalifornien. Ihre zweite Tochter, Madison Jade Mizanin, wurde am 20. September 2019 geboren.

## Filmografie

### Filme
- 2012: Die Qual der Wahl (The Campaign)
- 2013: The Marine 3: Homefront
- 2013: Diven im Ring (Queens of the Ring)
- 2013: Christmas Bounty
- 2014: Scooby-Doo! WrestleMania Mystery
- 2015: The Marine 4: Moving Target
- 2015: Santa’s Little Helper
- 2016: Scooby-Doo! and WWE: Curse of the Speed Demon
- 2017: The Marine 5: Battleground
- 2018: The Marine 6: Close Quarters
- 2019: Fighting with My Family
- 2020: Mein WWE Main Event (The Main Event)

### Serien
- 2001–2005: The Real World
- 2014: Psych (S6:E12)
- 2016: Supernatural
- 2016–2018: Total Divas
- 2018: Total Bellas
- seit 2018: Miz & Mrs

## Titel und Auszeichnungen
- Deep South Wrestling

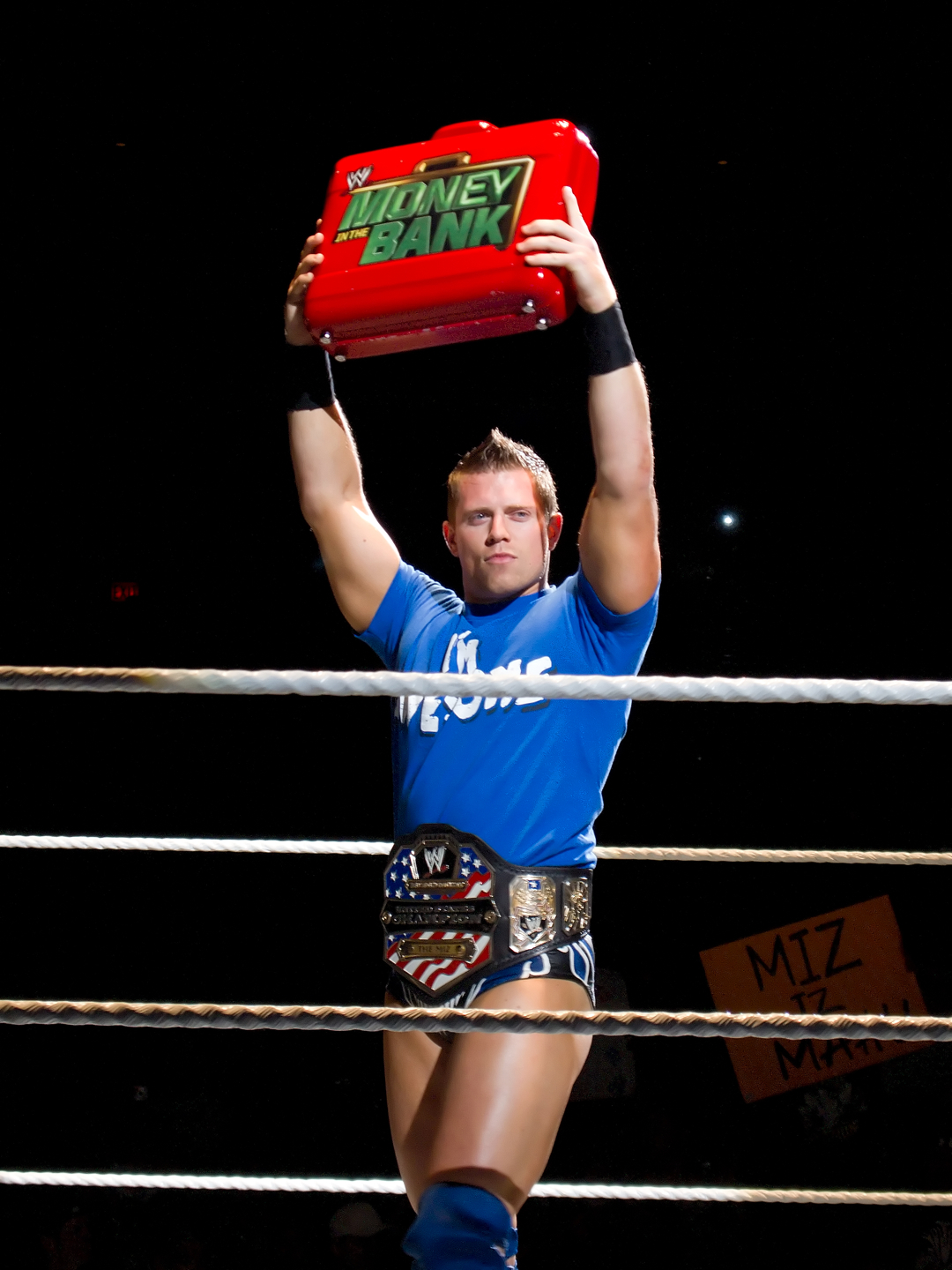
United States Champion The Miz als Mr. Money in the Bank (2010)

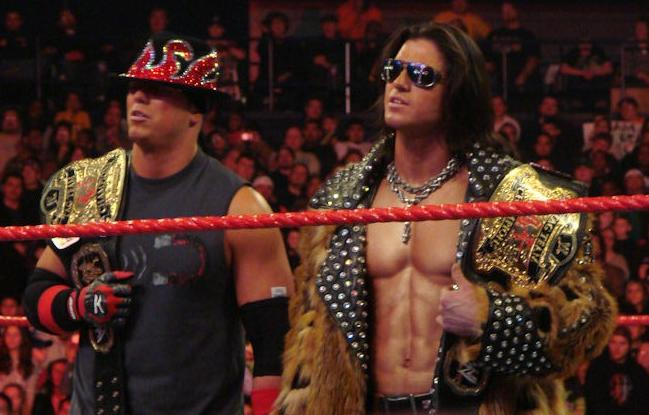
World Tag Team Champions The Miz und John Morrison (2009)

  - DSW Heavyweight Championship (1×)

- Ohio Valley Wrestling
  - OVW Southern Tag Team Championship (1×) – mit Chris Cage

- Pro Wrestling Illustrated
  - Nummer 1 der Top 500 Wrestler in der PWI 500 (2011)
  - Most Hated Wrestler of the Year (2011)
  - Most Improved Wrestler of the Year (2016)

- Rolling Stone
  - WWE Wrestler of the Year (2017)

- World Wrestling Entertainment
  - WWE Championship (2×)
  - WWE Intercontinental Championship (8×)
  - WWE United States Championship (2×)
  - World Tag Team Championship (2×) – mit John Morrison (1), Big Show (1)
  - WWE Tag Team Championship (4×) – mit John Morrison (1), Big Show (1), John Cena (1), Damien Mizdow (1)
  - WWE SmackDown Tag Team Championship (2×) – mit Shane McMahon (1), John Morrison (1)
  - Mr. Money in the Bank (2010, 2020)
  - Mixed Match Challenge (2018) – mit Asuka
  - Grand Slam (2×)
  - Triple Crown
  - Slammy Awards (2×)
    - Best WWE.com Exclusive (2008) – The Dirt-Sheet mit John Morrison
    - Tag Team of the Year (2008) – mit John Morrison